# Pokémon: Giratina e il Guerriero dei Cieli
Pokémon: Giratina e il Guerriero dei Cieli (劇場版ポケットモンスター ダイヤモンド&パール ギラティナと氷空（そら）の花束 シェイミ?, Gekijōban Poketto Monsutā Daiyamondo to Pāru Giratina to Sora no Hanataba Sheimi, Pocket Monsters Diamante e Perla il film: Giratina e il Bouquet del Cielo: Shaymin) è un film d'animazione del 2008 diretto da Kunihiko Yuyama.
Si tratta dell'undicesimo film basato sulla serie animata Pokémon, proiettato nelle sale giapponesi a partire dal 19 luglio 2008. Il film è il sequel di Pokémon: L'ascesa di Darkrai ed è il secondo titolo di una trilogia, di cui Pokémon: Arceus e il Gioiello della Vita costituisce il capitolo finale. Negli Stati Uniti d'America viene trasmesso da Cartoon Network il 15 febbraio 2009 e il DVD del film viene distribuito dalla Universal a partire dal 31 marzo dello stesso anno.
Nel titolo vengono citati Giratina e Shaymin. Gli altri Pokémon leggendari presenti nel film sono Dialga, già apparso nel lungometraggio precedente, e Regigigas. Nella prima versione della locandina del film era inoltre visibile il Pokémon Palkia, che tuttavia non è presente nell'opera cinematografica. Come già anticipato dalla rivista nipponica CoroCoro Comic, nel lungometraggio compaiono le forme alternative dei Pokémon Giratina e Shaymin, il cui aspetto differisce da quello presente nei videogiochi Pokémon Diamante e Perla.
In Giappone, durante le prime proiezioni, è stato possibile trasferire un Regigigas a livello 100 in una cartuccia di Diamante e Perla. Questa possibilità ha incrementato le prenotazioni per il film, facendo entrare la serie di lungometraggi riguardanti i Pokémon nel Guinness dei primati come "La saga cinematografica che ha venduto più biglietti per prenotazione al mondo".
In Italia il canale satellitare Jetix ha trasmesso il lungometraggio in prima visione l'11 e il 12 aprile 2009; il 21 giugno dello stesso anno è stato proposto dal canale K2. Viene pubblicato in DVD il 23 novembre 2011.
Nella versione originale la canzone di chiusura è "One" eseguita da Crystal Kay, contenuta nel CD omonimo uscito il 16 luglio 2008. Negli Stati Uniti è stata sostituita da "This is a Beautiful World" di Aaron Brotherton, adattata in lingua italiana con il titolo "C'è un mondo stupendo per noi", eseguita da Fabio Ingrosso.

## Trama
Il film comincia con uno scontro tra i Pokémon leggendari Dialga e Giratina in un universo parallelo: il Mondo Inverso (反転世界?, Hanten Sekai). Nella sfida viene anche trascinato, contro il suo volere, Shaymin, il Pokémon Gratitudine. Shaymin tramite la mossa Infuriaseme, un attacco che assorbe tutte le polveri e i detriti grazie ai fiori che crescono sulla schiena del Pokémon, apre un varco verso il Mondo Reale e viene trascinato dal vortice, seguito a ruota da Dialga, riuscitosi a liberare dalla morsa di Giratina. Quest'ultimo tenta di seguire Dialga oltre il portale, ma invano poiché è stato intrappolato in un "ciclo temporale".
Shaymin viene trascinato dalla corrente di un fiume e finisce per incontrare Ash, Lucinda e Brock e stringe amicizia con loro. Comunicando telepaticamente chiede ai ragazzi di aiutarlo a raggiungere Gracidea (グラシデア?, Gurashidea), che accettano dopo averlo portato in un Centro Pokémon.
In un parco vicino al Pokémon Center tuttavia Shaymin vede il riflesso di Giratina in una delle sculture presenti. Spaventato, tenta di scappare, ma viene catturato dal Team Rocket che ha ascoltato i discorsi della Infermiera Joy sul Pokémon. Un vortice creato da Giratina tuttavia risucchia Jessie, James, Meowth ed il Pokémon leggendario. Ash e Lucinda non esitano a lanciarsi per recuperare Shaymin e quindi vengono anche loro catapultati nel Mondo Inverso.
In questo luogo fanno conoscenza con Giratina, che li colpisce ferocemente. Vedendoli in difficoltà, Newton Graceland, uno studioso di Pokémon, li aiuta a trovare una via d'uscita. Egli spiega ai ragazzi di abitare da cinque anni nel Mondo Inverso, un universo direttamente influenzato da quello Reale, a tal punto che ogni cosa che viene modificata nel Mondo Inverso avrà conseguenze nel Mondo Reale. Racconta inoltre che lo scontro tra Dialga e Palkia, che Ash e Lucinda ricordano essere avvenuto nella città di Álamos assieme a Darkrai, ha inquinato il Mondo Inverso, il cui unico abitante è Giratina, che ora sta cercando la sua vendetta su Dialga e, appena gli sarà possibile, anche su Palkia.
Tornati nel Mondo Reale e riuniti a Brock, vengono attaccati da Zero, un vecchio allievo di Newton, dal suo esercito di Magnemite e Magneton, e dal suo Magnezone. Essendo in minoranza numerica, i ragazzi sono costretti a scappare a bordo di un treno.
Tra i passeggeri a bordo del treno che fanno apprezzamenti sulla bellezza di Shaymin, una donna di nome Layla, sentendo parlare di Gracidea, interviene mostrando il bouquet che tiene il marito (seduto di fronte), composto da Fiori di Gracidea (グラシデアの花?, Gurashidea no Hana). Annusandone il polline, Shaymin inizia a trasformarsi nella sua Forma Cielo: le sue orecchie e le sue zampe si allungano, muta il suo carattere ed inoltre impara a volare.
Quando i Pokémon di Zero penetrano nel treno, la grinta di Shaymin, con l'aiuto degli attacchi di Piplup e di Pikachu, li allontana. Arrivati ad un lago, i ragazzi salgono su una nave per raggiungere finalmente Gracidea (poco distante dal porto), ma notano l'immagine di Giratina sulla superficie dell'acqua. Shaymin non esita ad attaccare il Pokémon e i ragazzi vengono nuovamente trascinati nel Mondo Inverso. La battaglia tra i due Pokémon leggendari è piuttosto movimentata, ma al calar della notte Shaymin torna nella sua Forma Terra.
Anche Zero e i suoi Pokémon sono riusciti ad entrare attraversando il portale e, dopo aver bloccato Ash, Lucinda, Brock e Newton, costringe Shaymin ad usare Infuriaseme, sfruttando la paura del Pokémon di essere dato in pasto a Giratina, causando l'apertura di un varco, che viene utilizzato da Giratina per tornare nel Mondo Reale, proprio come previsto da Zero.
Attraversando il portale, Giratina muta nella sua Forma Alterata, mentre Shaymin torna nella Forma Cielo. Avendo eliminato il blocco imposto da Dialga, Zero imprigiona Giratina in una macchina originariamente progettata da Newton, che ha lo scopo di assorbire i poteri di Giratina. Lo scienziato aveva rinunciato ad utilizzarla una volta scoperto che lo strumento avrebbe prima torturato e poi ucciso il Pokémon, tuttavia l'allievo non ha esitato ad utilizzarlo in quanto non è interessato a Giratina, ma il suo obiettivo è diventare il sovrano del Mondo Inverso ed impedire che venga contaminato e danneggiato dagli squilibri presenti nel mondo reale.
Nonostante Newton tenti di fermare la macchina, Zero riesce a copiare le abilità di Giratina, riducendolo in fin di vita. Shaymin riesce a curare le sue ferite con l'attacco Aromaterapia mentre Zero torna nel mondo inverso e inizia a distruggere il mondo reale, causando il distacco del ghiacciaio che sovrasta Gracidea.
Shaymin, Giratina e Ash tornano nel Mondo Inverso per bloccare i piani di Zero, mentre Lucinda, Brock e Newton, con l'aiuto dei Pokémon che vivono nella zona, in particolare un branco di Mamoswine guidati da Regigigas, tentano di bloccare l'avanzata dei ghiacci.
Nonostante Zero utilizzi gli attacchi di Giratina, il Pokémon leggendario riesce a sopraffarlo e, con l'aiuto di Shaymin e dei Pokémon nel Mondo Reale, a intrappolarlo nel ghiacciaio, quest'ultimo bloccato dall'intervento di Giratina nel Mondo Inverso.
Dopo aver accompagnato Ash e Pikachu dai loro amici, Giratina si mette nuovamente sulle tracce di Dialga.
Al termine del film Shaymin raggiunge Gracidea e si separa dai suoi amici umani per riunirsi ai suoi simili. Nei titoli di coda si assiste all'arresto di Zero e alla ripresa del viaggio da parte di Ash, Lucinda e Brock, che hanno provveduto ad inviare un bouquet a testa ai loro familiari.

## Accoglienza

### Incassi
Durante il primo week-end, Giratina e il Guerriero dei Cieli ha incassato 1.018.767.450 di yen (circa 6 milioni di euro), piazzandosi al secondo posto dei film più visti in Giappone, sorpassato soltanto da Ponyo sulla scogliera, quest'ultimo proiettato in 481 sale, mentre il titolo della serie Pokémon in 359.

## Ambientazione
Il lungometraggio è ambientato in paesaggi simili a Sognefjord e a Bergen, in Norvegia. Lo staff del film si è infatti diretto in queste zone nel settembre del 2007 per ricercarne i fondali.